# Brevan Howard
Brevan Howard (ufficialmente Brevan Howard Asset Management LLP) è una società europea di gestione di hedge fund con sede nell'isola di Jersey  e con i suoi fondi domiciliati nelle Isole Cayman. Brevan Howard è stata fondata nel 2002 da Alan Howard, insieme ad altri quattro cofondatori tra cui Chris Rokos.
Brevan Howard è stato descritto come uno dei più grandi "macro hedge fund" al mondo, con asset in gestione (AUM) che hanno raggiunto il picco di 40 miliardi di dollari nell'ottobre 2013 prima di ridursi a 18 miliardi di dollari nel 2016 dopo un periodo di volatilità contenuta a seguito dell’allentamento quantitativo della banca centrale. Nel 2020, Brevan Howard gestiva circa 10 miliardi di dollari in asset degli investitori nei suoi sei uffici a livello globale dove ha registrato un rendimento del 99%, l'anno migliore registrato per l'azienda nel mezzo della pandemia globale di COVID-19. A seguito della ripresa dei rendimenti e del nuovo capitale degli investitori, a partire dall’ottobre 2022, il fondo gestisce circa 26 miliardi di dollari di asset. Nel luglio 2023 il patrimonio gestito ha raggiunto la cifra di 35 miliardi di dollari.
Brevan Howard è noto per impiegare trader delle principali banche di investimento, gestori di portafoglio di hedge fund concorrenti e analisti quantitativi avanzati. Secondo uno dei soci fondatori dell'azienda, "un fatturato elevato fa parte del modello di business" e i commercianti vengono "tagliati" se non raggiungono gli standard di successo dell'azienda. Secondo un consulente per gli investimenti, gli standard di Brevan Howard per il successo nel trading sono così elevati che alcuni trader che sono stati licenziati da Brevan Howard "sono diventati star in altre aziende".

## Storia
Il 29 ottobre 2019, Brevan Howard ha annunciato che Aron Landy, chief risk officer dal 2003, avrebbe sostituito Alan Howard come CEO.  Howard continua a svolgere il ruolo di gestore degli investimenti presso l'azienda che ha co-fondato nel 2002 con i colleghi trader del Credit Suisse Jean-Philippe Blochet, Chris Rokos, James Vernon e Trifon Natsis.  Il nome dell'azienda è stato creato utilizzando parti dei cognomi dei cofondatori. Blochet si è preso un "anno sabbatico" nel 2008, è tornato e ha lasciato nuovamente l'azienda nel novembre 2009.  Vernon ha lasciato la sua posizione di amministratore delegato (CEO) nel 2011, ma è tornato in azienda come direttore operativo del gruppo (COO) nel settembre 2013. Un altro cofondatore, Rokos, si è ritirato dalla società nel 2012. La società ha ricevuto 2 miliardi di dollari da Credit Suisse Private Bank per gestire il fondo macro globale. Sotto la guida del socio fondatore di Brevan Howard, il patrimonio è cresciuto fino a 10,5 miliardi di dollari nel 2006.
Nel 2010, l'azienda ha trasferito la propria sede da Londra a Ginevra. Nel luglio 2012, la società ha aperto una società affiliata a New York denominata Brevan Howard US Investment Management LP che aveva circa 800 milioni di dollari di asset in gestione. Nel 2013 la società aveva fondato Brevan Howard Capital Management LP sull'isola di Jersey.  A giugno 2013 è stata segnalata come la più grande società di gestione di hedge fund europea in base al suo AUM totale. Un articolo dell'aprile 2013 apparso su Financial News descriveva la società come "la società [di gestione di hedge fund] più grande e con le migliori prestazioni in Europa". Nel 2015, la società ha ridotto la propria forza lavoro di circa il 10% a causa della riduzione delle risorse di gestione e della diminuzione dei rendimenti.  Il fondo ha registrato ulteriori perdite nel 2014 e nel 2015 e nell'ottobre 2016 aveva solo 14,5 miliardi di dollari di asset. Nel 2016, l'azienda aveva ridotto il proprio patrimonio in gestione (AUM) da 41 miliardi di dollari distribuiti su nove fondi nel 2013 ad un AUM di 18 miliardi di dollari distribuito su tre fondi.